# Річард Гейтон
Річард Гейтон (англ. Richard Highton; 24 грудня 1927 — 19 лютого 2025) — американський герпетолог, провідний експерт з біологічної класифікації лісових саламандр.
Здобув ступінь магістра та доктора філософії в Університеті Флориди. Почесний професор біології Мерілендського університету. Після виходу на пенсію передав свою колекцію з приблизно 140 000 зразків саламандр Смітсонівському інституту.
На його честь був названий кишковий паразит саламандр Isospora hightoni.